# Parco nazionale delle Lambir Hills
Il parco nazionale delle Lambir Hills (Taman Negara Bukit Lambir) è un'area protetta della Malaysia situata nell'isola del Borneo, circa 32 km a sud di Miri, nel Sarawak nord-orientale, vicino alla strada che collega Miri e Bintulu. Istituito nel 1973, tutela un'area forestata di 70 km² su un piccolo affioramento di arenaria di alto valore paesaggistico. È anche il sito più ricco al mondo di specie arboree: ne sono state individuate oltre 900 in una fetta di foresta di soli 0,5 km². Inoltre, sulle cime ripide e isolate di queste colline si sono sviluppate comunità di piante più piccole, visibili lungo i sentieri più interni del parco.
La foresta è quella tipica dei bassopiani del Sarawak settentrionale, caratterizzata da associazioni miste di dipterocarpacee, salvo che in questo caso la diversità di specie è molto più accentuata. Fra le piante più piccole, figurano le palme Licuala (qui chiamate gernis), elette a simbolo del parco proprio in ragione della loro abbondanza e diversità in questa zona. Fra le specie erbacee, numerose aracee, zenzeri e orchidee terrestri. Si pensa inoltre che qui si trovi la maggiore concentrazione di specie endemiche e rare di qualsiasi altro habitat sulla terra.

## Fauna
Paragonate alla vegetazione, le specie animali a Lambir Hills sono relativamente limitate: si contano circa 150 uccelli, 32 mammiferi, rettili, anfibi e pesci. L'elevata pressione venatoria nelle zone limitrofe è stata nociva e tuttora non si possono prevedere le conseguenze a lungo termine sulla flora della relativa scarsità di animali, importanti agenti di dispersione dei semi e dell'impollinazione.
Fra i mammiferi ancora presenti nel parco, si annoverano macachi di Giava (probabilmente le scimmie più comuni in Malaysia) e nemestrini. L'avifauna, più evidente dei primi, comprende la rara testasetolosa del Borneo, il trogone dal groppone scarlatto e il martin pescatore tridattilo nel sottobosco, e alcuni buceri, fra cui il bucero ondulato.

## Turismo

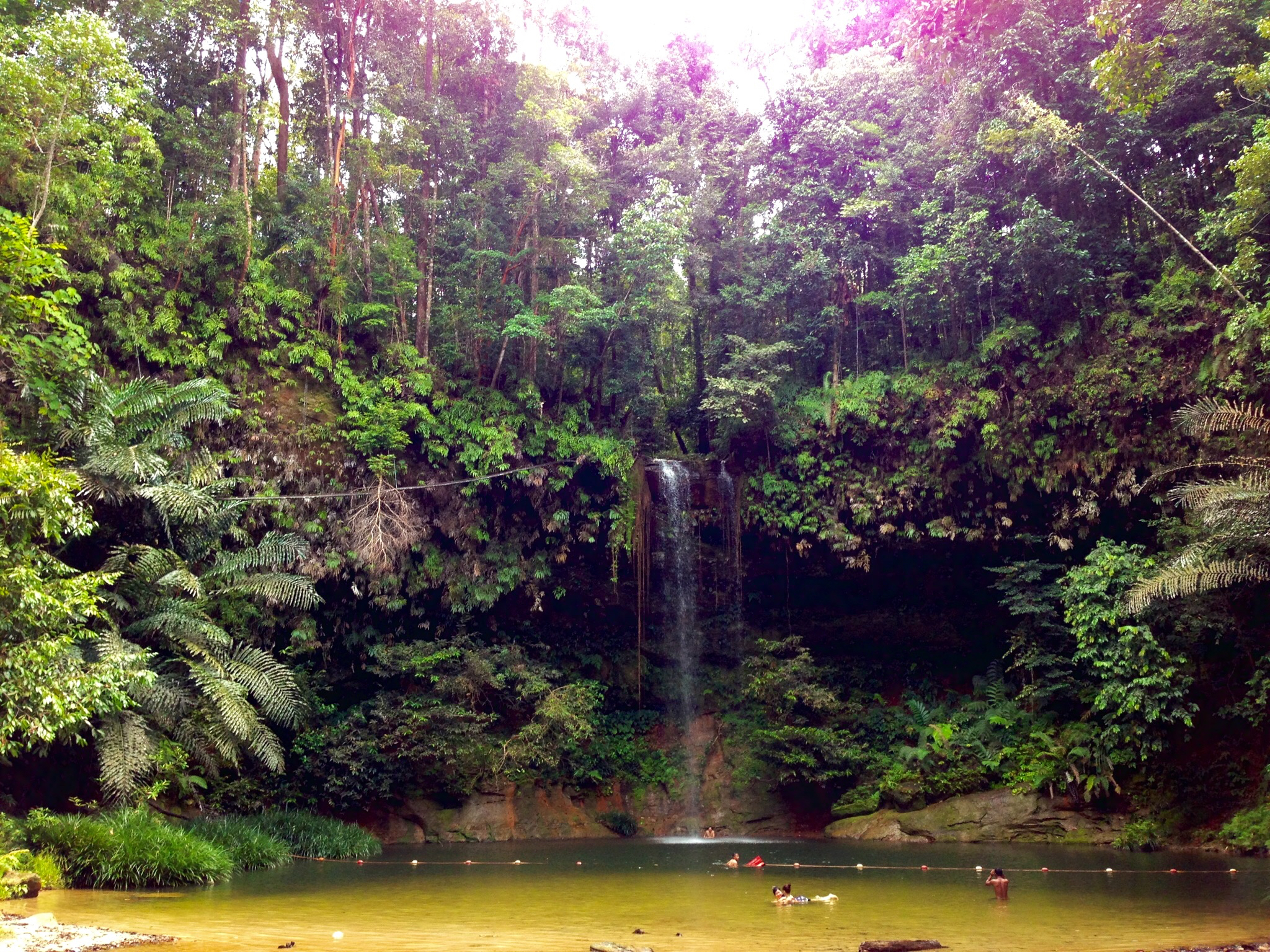
Cascata a Lambir Hills.

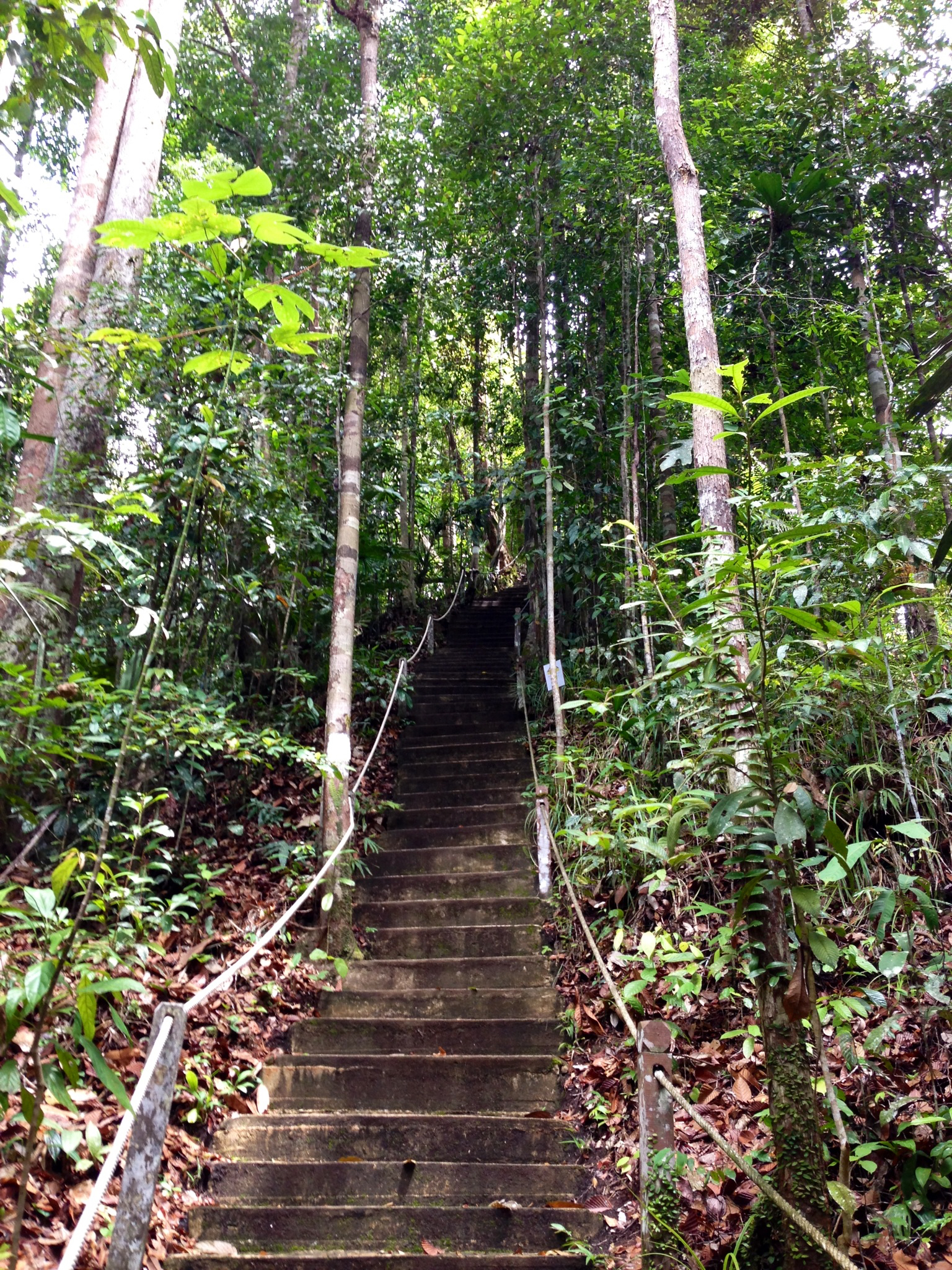
Uno dei molti sentieri per escursionisti del parco.

Una delle grandi attrattive del parco è la presenza di diverse cascate. Il Sungai Latak ne forma tre particolarmente apprezzate dai turisti, mentre altre otto si trovano sul versante meridionale della catena delle Lambir Hills. Il fiume Sungai Liam offre altre tre cadute d'acqua: due di esse formano piscine naturali di acqua bassa adatte ai piccoli ospiti; la terza, la più lontana dalla sede del parco, è un fiotto di 25 metri che si getta a strapiombo in una grande piscina in cui si può fare il bagno. Di fronte alla cascata si apre una spiaggetta di sabbia adatta ai picnic.
I dodici sentieri che portano nella giungla sono ben segnalati: alcuni conducono a diverse cascate e offrono l'opportunità di apprezzare la grande ricchezza della flora silvana, oltre a mammiferi, uccelli e insetti. Gli itinerari hanno durata variabile, dai 15 minuti fino alle 6 ore, questi ultimi per raggiungere due punti panoramici in cima al Bukit Lambir e al Bukit Pantu, a 400 metri di quota. Quando il cielo è aperto, da qui si dominano la vasta pianura costiera del Sarawak settentrionale, la città di Miri e le grotte calcaree di Niah.

## Ricerca

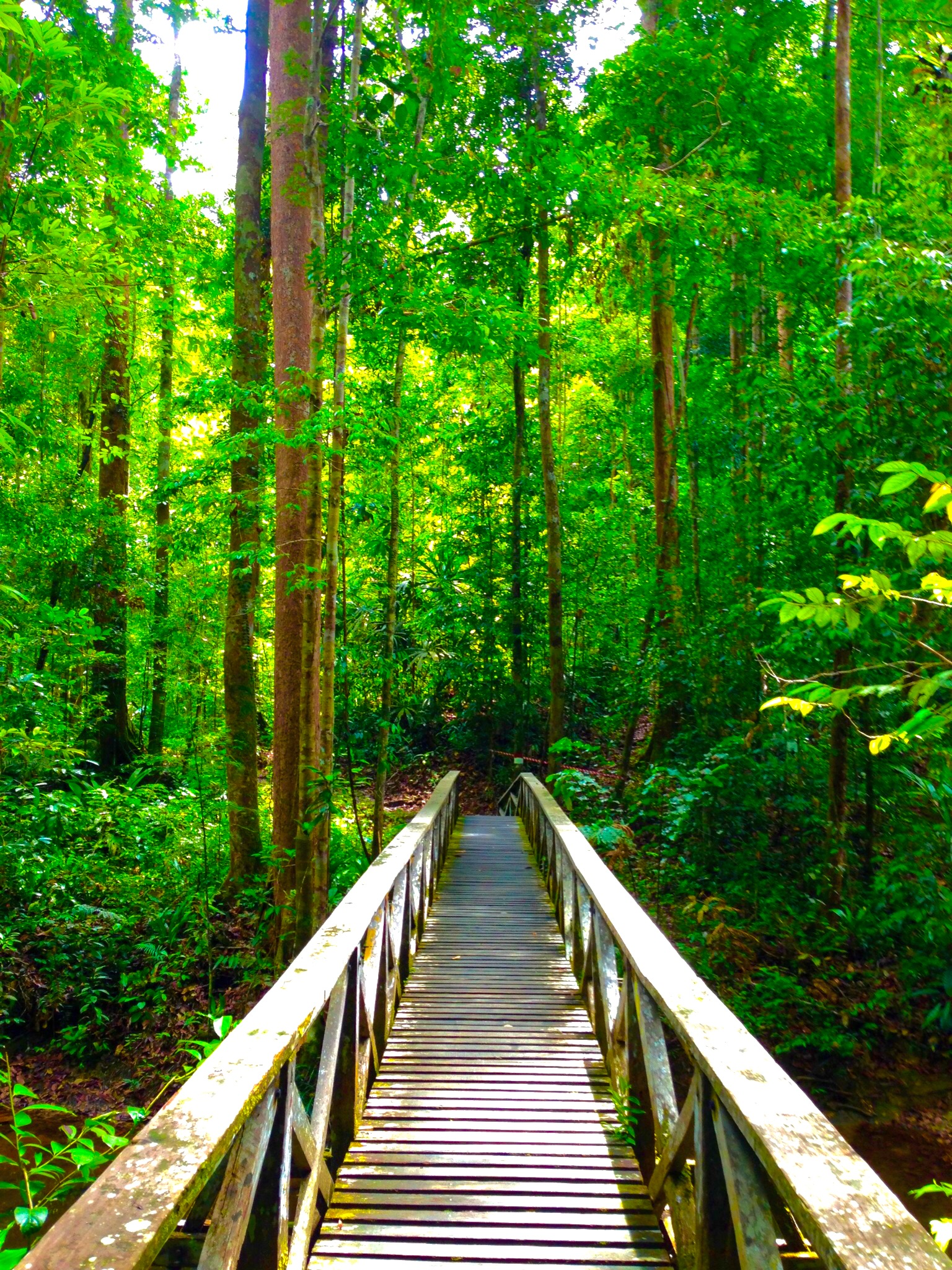
Un ponte di legno.

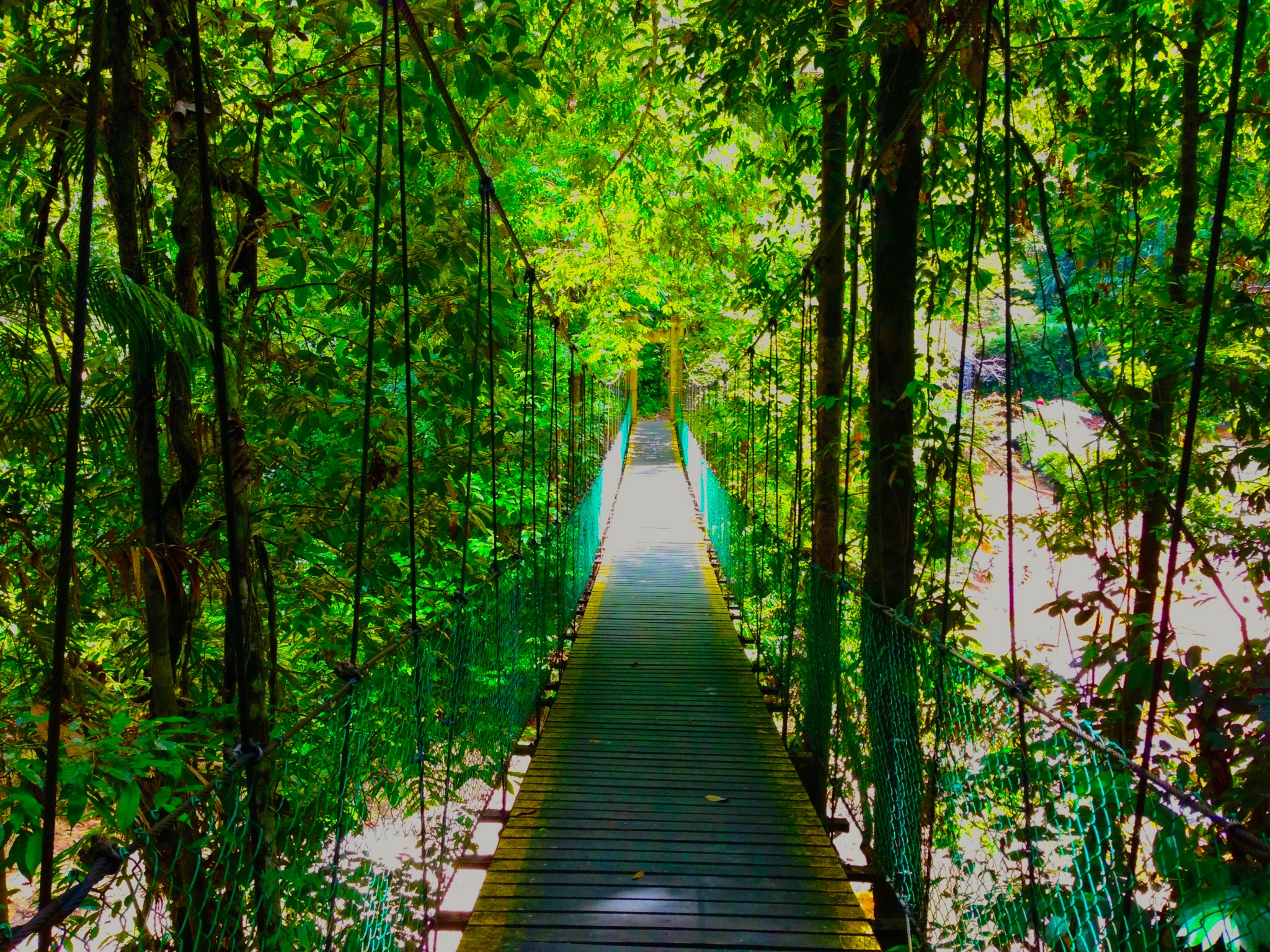
Il ponte sulla volta di Lambir Hills.

Dal 1965, Lambir Hills è una meta importante per gli studiosi dell'habitat della foresta pluviale: sono stati selezionati alcuni lotti dedicati allo studio di tasso di crescita, mortalità e rigenerazione degli alberi, della struttura e della composizione delle specie arboree. Lambir Hills è l'unico sito al mondo in cui si sono condotti studi a lungo termine sulle piante rampicanti della foresta pluviale.
Alcune iniziative recenti sono state l'allestimento di un ponte sulla volta lungo un chilometro per agevolare lo studio sull'impollinazione, e di alcune stazioni di ricerca a disposizione degli studiosi.
Il parco, facilmente accessibile da Miri e da altre città limitrofe, è meta privilegiata del turismo domestico, specie nei fine settimana, e offre spunti interessanti per escursioni a sfondo didattico-educativo. Per visite guidate e programmi ad hoc ci si può rivolgere all'ufficio della Natura e dei Parchi nazionali del Sarawak. È in progetto l'allestimento di un museo della foresta.

## Popolazione
Nei pressi del parco si trovano diverse longhouse abitate da comunità iban, prevalentemente concentrate lungo la strada fra Miri e Bintulu, alcune aperte ai visitatori. A Ruman Nakat è stato allestito inoltre un centro di artigianato locale, in cui si vendono diversi manufatti realizzati con i prodotti della foresta. Di tutti i villaggi, il più grande è Rumah Aji, a circa 5 km dalla sede del parco, che ospita almeno 100 famiglie e fornisce un ottimo esempio dello stile di vita tradizionale del popolo iban. Inutile dire che è la destinazione favorita dai turisti.
Chi non ha tempo di fermarsi a visitare i villaggi, lungo la strada troverà delle bancarelle con prodotti artigianali, come ceste, cappelli e astucci per coltelli. Se il periodo è quello giusto, si vendono anche durian, fagioli e altri prodotti commestibili della foresta. L'uso di tali prodotti fa intuire il grande valore che la foresta assume per gli indigeni. Qualsiasi progetto di conservazione non deve quindi solo tenere conto delle problematiche di gestione, ma anche delle consuetudini di vita delle popolazioni che vivono nel parco. Per quanto riguarda la flora, Lambir Hills è un caso modello in questo senso e diventerà sempre più importante ai fini della ricerca, trattandosi di una foresta vergine circondata da terreni agricoli, in cui gli agenti di dispersione e impollinazione potrebbero venire a mancare.